# Historia Langobardorum codicis Gothani
Die Historia Langobardorum codicis Gothani, auch Chronicon Gothanum, ist eine der Geschichten der Langobarden, die – daher ihr Name – ausschließlich in einem Codex in der Forschungsbibliothek Gotha überliefert ist, der aus dem 12. Jahrhundert stammt (Codex Gothanus, Forschungsbibliothek Memb. I 84, f. 336vb-338va). Das Werk entstand wohl zwischen 806 und 810, da es einerseits noch die Kampagne des Jahres 806 gegen das islamische Korsika unter Pippin nennt, einem Sohn Karls des Großen, andererseits den König, der 810 starb, durchgängig beschreibt, als wäre er noch lebendig. Es besitzt weder Titel noch Prolog.

## Provenienz der Handschrift
- 1479: Dombibliothek Mainz

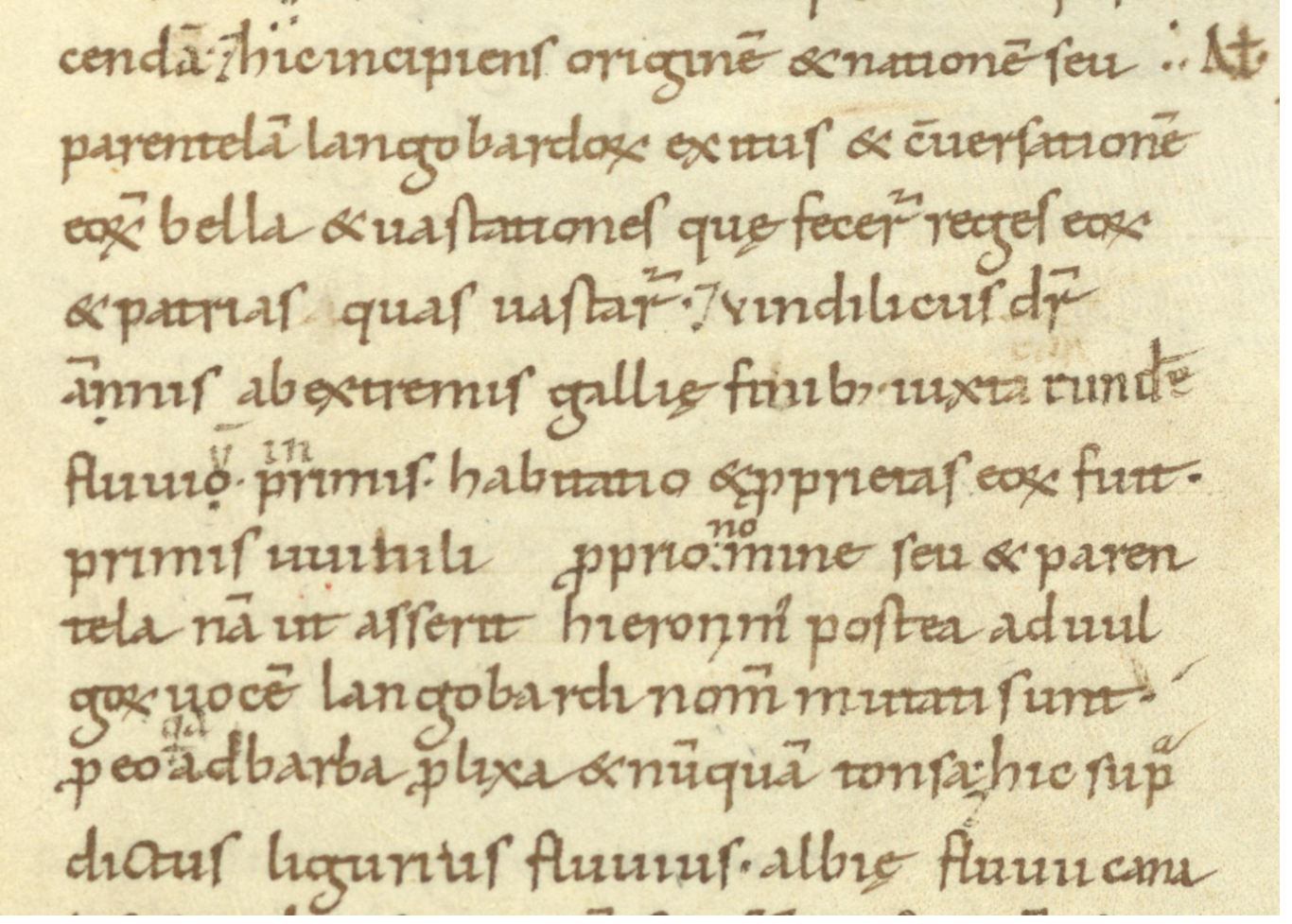
Ausschnitt aus f. 337r der Gothaer Handschrift

- 1540: Universitätsbibliothek Halle

## Zum Verfasser
Zwar ist die Haltung des unbekannten Verfassers pro-fränkisch, aber er ist wahrscheinlich dennoch ein Langobarde gewesen. So schreibt er: „sic deinde certantes Saxoni patria attigerunt, locus ubi Patespruna cognominantur; ubi sicut nostri antiqui patres longo tempore asserunt habitasse“ (sinngemäß: So erreichten sie kämpfend das Land der Sachsen an einem Platz, den sie mit dem Beinamen Patespruna [Paderborn] benannten; wo unsere Vorväter eine lange Zeit gelebt haben sollen).
Unklar ist, ob man aus der Tatsache, man könne das Grab König Wachos in Pannonien noch sehen, folgern kann, der Verfasser selbst sei dort gewesen, habe möglicherweise sogar am Krieg Pippins gegen die Awaren teilgenommen. Auch der Ort der Abfassung ist nicht sicher, wobei Monte Cassino und Mailand als mögliche Plätze genannt wurden, aber auch der Hof Pippins.

## Besonderheiten, Inhalt
Im Gegensatz zu Paulus Diaconus in seiner Historia Langobardorum, die etwa ein Jahrzehnt früher entstand, fehlt in der Gothaer Handschrift die Geschichte um Wodan, ebenso wie Freya. Auch übernahm er wohl eine abweichende Ableitung des Namens der gens, der in der Frühphase Winniler lautete, nämlich von einem Fluss namens Vindilicus am Rande Galliens. Der spätere Name Langobarden habe sich nach ihm von „ad barba prolixa et numquam tonsa“ abgeleitet, ‚zu Bärten neigend und niemals geschoren‘. Wiederum von Paulus könnte die Erklärung der römischen Schwäche bei Beginn der langobardischen Invasion stammen, denn beide berichten von einer Pestwelle in der Zeit des oströmischen Feldherrn Narses. Allerdings wird, abweichend von Paulus, aus Peredeus, den die Gepidin Rosamunde in ihren Racheplan an König Alboin einbezog, ein bloßer Cubicularius. Daher kam Berto zu dem Schluss, der Anonymus habe die Historia Langobardorum nicht gekannt, eine Auffassung, die nicht alle Historiker teilen. Sicher kannte er die Origo gentis Langobardorum oder die beiden Chronisten kannten eine gemeinsame Vorlage.
Die Historia setzt mit dem Beginn der Geschichte der Langobarden ein, allerdings stammen die Langobarden hier von Schlangen ab. Der Autor vergleicht die rauen, blutigen, gesetzlos Lebenden mit Wölfen. Von der Vorsehung geführt, gelangten sie in diesem kleinen Werk in eine Art Gelobtes Land. Durch Gottes Wahl wurden sie bald zur „numerum bonorum“ gezählt. Während bei dem unbekannten Verfasser König Alboin erkannte, dass seine Hauptstadt Pavia durch Gott erwählt worden war, stand sie bei Paulus unter göttlichem Schutz. Die kleine Schrift gibt, sieht man von König Rothari ab, dessen Arianismus sie verschweigt, fast nur die Herrschaftsdaten von Alboins Nachfolgern an.
Auffällig ist die große Bedeutung, die der Verfasser dem Gesetz einräumt, weshalb Rothari mit seinem Gesetz von großer Bedeutung war. Damit wandelte sich die Rolle der zuvor Gesetzlosen zu Helfern der Priester, ein Rollenwechsel, den die Vorsehung über Generationen herbeigeführt habe. Danach schildert er die fränkische Eroberung zur Verteidigung des Papstes durch Karl den Großen, auf dessen Seite Gott stand, ohne jedoch zu erwähnen, dass die Langobarden zuvor Rom bedroht hatten. Karl habe den Langobarden, sieht man von wenigen notwendigen Anpassungen ab, sogar ihre Gesetze gelassen, und er sei gnädig gegen seine Feinde gewesen.
Den Schluss des Werkes bildet ein Lob Karls und seines Sohnes Pippin. Dessen Taten, vor allem den Sieg über die Awaren (Beowinides), die Eroberung Korsikas und Benevents, hebt der Verfasser hervor.
Insgesamt dreht sich die Geschichte der Langobarden um die heidnischen Awaren, die Christenfeinde und Zerstörer von Kirchen, die nicht nur den Weg nach Italien ebneten, sondern sowohl Angelmund, dem ersten, legendären König der Langobarden, als auch Pippin, die Möglichkeiten eines bedeutenden Sieges boten. Nun lebten die Langobarden unter Gesetzen, strahlten im Vergleich zu früheren Zeiten in Reichtum und Glanz.

## Editionen
- Georg Waitz (Hrsg.): Historia Langobardorum codicis Gothani, in: Ludwig Bethmann, Georg Waitz (Hrsg.): Monumenta Germaniae Historica, Scriptores rerum Langobardicarum et Italicarum saec. VI–IX, Hannover 1878, S. 7–11. (Digitalisat)
- Friedrich Bluhme (Hrsg.): Origo gentis langobardorum et Chronicon gothanum, Monumenta Germaniae Historica, Leges langobardorum IV, Hannover 1868, S. 641–647 (Synopse von Gotha-Codex und Origo Gentis Langobardorum; Digitalisat)
- Luigi Andrea Berto (Hrsg.): Historia Langobardorum codicis Gothani, in: Ders. (Hrsg.): Testi storici e poetici dell'Italia carolingia (=Medioevo europeo, 3), Cleup, Padua 2002, S. 1–19. ISBN 88-7178-015-9 (kritische Edition, mit italienischer Übersetzung). (Digitalisat)